# 展昭

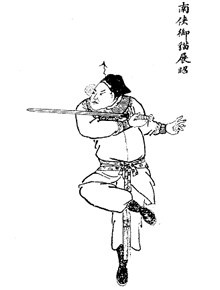
南俠御貓展昭

展昭，字熊飛，常州府武進縣遇杰村人，是古典名著《三俠五義》中的主要人物之一，三俠裡的南俠，在開封府供職時，人稱展護衛，初出場時年紀二十上下，耀武樓獻藝時年紀在三十以內，自幼習武，善輕功、會袖箭、劍法高超。展昭與包拯相識於包拯進京趕考的途中，在金龍寺凶僧手中救包拯，又在土龍崗退劫匪，天昌鎮捉刺客，太師府刺殺暗害包公的刑吉，功績累累。後經包拯舉薦，被皇上御封為御前四品帶刀護衛，封號御貓，在開封府供職。為文學人物，歷史上是否有其人還有待考證，但南俠展昭的故事被後世廣為流傳。

## 生平
展昭年轻时好行侠义之事，在各地仗剑打抱不平，远近闻名。当时的人因为他久居江南，尊称他为“南侠”。到了他成年后，他救了在危难中的包拯。包拯十分感动，佩服他的为人，就把他引薦给当时的皇帝。展昭于是开始为官，并得到了“御猫”的称号。展昭武功出神入化，與當時北侠欧阳春齊名。

## 人物評價
在古典文學《三俠五義》中，展昭這一人物為人謙和、儒雅、頗有君子之風，並且武藝高強、多次拯救包拯於危難之中，後入開封府供職，與眾多俠士一起匡扶正義，是一個在江湖中和官場內都頗受讚揚的人物。而其性格謙和有禮、胸懷寬廣，為人處事備受稱道。

## 文學記載
展昭是古典名著《三俠五義》中的原創文學人物，《三俠五義》作者清代石玉昆，是古典長篇俠義公案小說經典之作；是中國第一部具有真正意義的武俠小說，堪稱中國武俠小說的開山鼻祖；是俠義派小說的代表之作。由於版本眾多，流傳極廣，膾炙人口的故事對中國近代評書曲藝、武俠小說乃至文學藝術影響深遠。一般“三俠”是指北俠歐陽春、南俠展昭、丁氏雙俠丁兆蘭、丁兆蕙（二人為一俠）；“五義”是指鑽天鼠盧方、徹地鼠韓彰、穿山鼠徐慶，翻江鼠蔣平、錦毛鼠白玉堂這五鼠弟兄。
俞樾評價《三俠五義》說：“及閱至終篇，見其事蹟新奇，筆意酣恣，描寫既細入毫芒，點染又曲中筋節，正如柳麻子說"武松打店"，初到店內無人，驀地一吼，店中空缸空甏皆甕甕有聲"閒中著色，精神百倍"。如此筆墨方許作平話小說，如此平話小說方算得天地閒另是一種筆墨!”
魯迅評價《三俠五義》說：“而獨於寫草野豪傑，輒奕奕有神，間或襯以世態，雜以詼諧，亦每令莽夫分外生色。值世間方飽於妖異之說，脂粉之談，而此遂以粗豪脫略見長，於說部中露頭角也。”
《三俠五義》為國學最低限度之必讀書目。（胡適新文化運動）
中國小說形成六大門類，聳立六座高峰，即：以《三國演義》為高峰的講史派小說，以《紅樓夢》為高峰的人情派小說，以《水滸傳》為高峰的農民起義派小說，以《西遊記》為高峰的神話派小說，以《儒林外史》為高峰的諷刺派小說，以《三俠五義》為高峰的俠義派小說。――劉紹棠

## 武器
本為巨闕劍、與丁月華結婚後為湛盧劍

## 武術
雙插子
“雙插子”為武術訓練中不常見之稀少套路。其套路又名“南俠展昭”。其特點是短小精悍，結構嚴謹，動作舒展大方，跳躍旋轉敏捷，身腰隨手腕而轉動，眼神因插尖而運轉，時而長龍裹體，忽而彩蝶紛飛，所謂練拳五要素，“手眼身法步” ，要領與技巧，盡體現於套路之中。它不僅能鍛煉身體、增強體質，對力量、柔韌、速度、靈敏等身體素質有顯著的提高作用，而且還有一定的實戰意義。
餘自幼酷愛武術，師承當年“南京中央國術館”少林門陸林老師，習得此套路且操習有年，深得其中之妙。其拳風格屬南派少林，相傳為前清雍正年間“江南大俠”甘鳳池所傳，至今已有數百年歷史。（《甘鳳池拳法：雙插子(南俠展昭)》作者：胡振國《中華武術》2001年第1期，第2期，第4期）
陽湖拳
“陽湖拳”原名“常州南拳”，相傳為宋代“南俠”展昭始創於常州，後流傳到江蘇與全國部分地區，為江蘇唯一的地方拳種。年久失傳，經上世紀80年代的挖掘搶救後改名為“陽湖拳”。“陽湖拳”集“南拳北腿”之長，具有“南北兼收，拳腿並重，原地旋轉，幅度頗小，快速勇猛，精悍靈巧，近身短打，進多退少”的獨創的武術風格。經過多年的發展，奇特的陽湖拳引得了國內外武術界的廣泛關注，亦在國際舞台上展現出陽湖拳之強勁風采。

## 家庭
- 妻：丁月华
- 妹：展雲
- 兄：展俊

## 影視
- 1967年 邵氏电影版《七俠五義》 张翼 飾演
- 1972年 台視歌仔戲版《七俠五義》 楊麗花 飾演
- 1974年 華視版《包青天》 田鵬 飾演
- 1976年 電影版《南俠展昭》 田鵬 飾演
- 1981年 無線版《福星高照》 林錦棠 飾演
- 1982年 電影版《御貓三戲錦毛鼠》 鄭少秋 飾演
- 1983年 台視歌仔戲版《七俠五義》 黃香蓮 飾演
- 1984年 無線版《鐵面包公》 黃日華 飾演
- 1986年 華視歌仔戲版《新七俠五義》 楊懷民 飾演
- 1991年 大陸版《三俠五義》 尋峰 飾演
- 1993年 華視版《包青天》 何家勁 飾演 李香生、陳明陽 配音
- 1993年 無線版《南俠展昭》伍衛國飾演
- 1993年 新加坡版《俠義包公》張文祥飾演
- 1994年 華視版《七俠五義》 焦恩俊 飾演
- 1994年 香港ATV版《新包青天》何家勁 飾演
- 1994年 無線/台視版《俠義見青天》 劉松仁 飾演
- 1994年 亞視版《碧血青天楊家將》 甄志強 飾演
- 1994年 亞視版《碧血青天珍珠旗》 甄志強 飾演
- 1994年 新加坡版《天師鍾馗之三會包青天》張文祥 飾演
- 1994年 新加坡版《天師鍾馗之包公三請鍾馗》張文祥 飾演
- 1994年 大陸版《新七俠五義》 寇占文 飾演
- 1995年 無線版《包青天》 黃日華 飾演
- 1995年 亞視版《新包青天》 呂良偉 飾演
- 1995年 福建電影製片廠版《五鼠鬧東京》 林煒 飾演
- 1999年 大陸版《少年包青天I》 釋小龍 飾演 林丹鳳 配音
- 1999年 台視版《包公出巡》 焦恩俊 飾演 雷霆 配音
- 2000年 台視版《包公奇案》 焦恩俊 飾演 官志宏 配音
- 2000年 廣視版《包公生死劫》 馮進高 飾演
- 2001年 大陸版《少年包青天II》 釋小龍 飾演 張雪凌、林丹鳳 配音
- 2003年 寰亞電影版《老鼠愛上貓》 劉德華 飾演
- 2004年 大陸版《凌雲壯志包青天（又名劍臨天下）》 李宗翰 飾演
- 2004年 大陸版《新鍘美案》 徐小健 飾演
- 2005年 央視版《大宋奇案之狸貓換太子傳奇》 趙志剛 飾演
- 2005年 大陸版《硯道》 邊緣 飾演
- 2005年 大陸版《傲劍江湖》 於波 飾演
- 2006年 大陸版《新包青天》何家勁 飾演
- 2006年 上海飛邁版《江湖夜雨十年燈之白玉堂傳奇》關禮傑 飾演
- 2006年 大陸版《少年包青天III》釋小龍 飾演
- 2007年 大陸版《天橋十三郎（新七俠五義）》邢岷山 飾演
- 2007年 大陸版《大宋驚世傳奇（又名新狸貓換太子）》張子健 飾演
- 2008年 大陸版《新包青天》何家勁 飾演 蘇強文 粵語配音
- 2010年 大陸版《新包青天之七俠五義》何家勁 飾演 蘇強文 粵語配音
- 2011年 大陸版《 包青天之碧血丹心》何家勁 飾演 蘇強文 粵語配音
- 2011年 大陸版《七俠五義之人間道》 趙文卓 飾演
- 2011年 大陸版《白玉堂之局外局》 傅程鵬 飾演
- 2011年 大陸版《帶刀女捕快》 王翔弘 飾演
- 2011年 大陸版《天師鍾馗2》 林江國 飾演
- 2012年 大陸版《包青天之開封奇案》何家勁 飾演 蘇強文 粵語配音
- 2013年 TVB版《情逆三世緣》 袁偉豪 飾演
- 2013年 大陸版《追魚傳奇》 王會 飾演
- 2014年 IFG互聯網電影集團版《包笑公堂》 趙奕歡 飾演
- 2014年 國龍聯盟版《麻辣白玉堂》 丁宇辰 飾演
- 2015年 山東衛視版《神探包青天》淳于珊珊 飾演
- 2015年 華誼兄弟版《五鼠鬧東京》嚴屹寬 飾演
- 2017年 大陸版《包青天》高鈞賢 飾演
- 2017年 大陆版《開封奇談》易柏辰 飾演
- 2018年 TVB版《包青天再起風雲》張振朗 飾演
- 2018年電視劇《一千零一夜》柏海在夢裡反串飾演展昭。
- 2020年 大陸版《實習女捕快》 樊驛寧 飾演
- 2020年 大陸版《一片冰心在玉壶》 吴希泽 飾演